# Рубен Аморім
Рубен Аморім (порт. Rúben Amorim; нар. 27 січня 1985, Лісабон) — португальський футболіст, що грав на позиції півзахисника. По завершенні ігрової кар'єри — тренер. З Листопаду 2024 року очолює тренерський штаб команди «Манчестер Юнайтед».
Виступав, зокрема, за клуби «Белененсеш», «Бенфіка» та «Бенфіка», а також національну збірну Португалії.
Чотириразовий чемпіон Португалії. Володар Кубка Португалії. Чемпіон Португалії (як тренер).

## Клубна кар'єра
Народився 27 січня 1985 року в Лісабоні. Вихованець юнацьких команд футбольних клубів «Бенфіка» та «Белененсеш».

### «Белененсеш»
Рубен дебютував в Прімейра-лізі 14 грудня 2003 року в домашньому матчі «Белененсеша» проти клубу «Алверка» (2:0). Рубен вийшов на заміну на 90-й хвилині матчу. У сезоні 2005–06 він став регулярним гравцем основи.
У кампанії 2007–08 років Аморім стартував у 28 із 29 матчів ліги (усього провів 2491 хвилину на полі) і допоміг своїй команді закінчити сезон на восьмій позиції.
Усього в клубі провів п'ять сезонів, взявши участь у 96 матчах чемпіонату.

### «Бенфіка»
Своєю грою за останню команду привернув увагу клубів «Бенфіка», «Брага», «Порту»,  «Шальке 04», «Тоттенгем Готспур», «Тулуза». І наприкінці квітня 2008 року Аморім підписав чотирирічну угоду з «Бенфікою» після закінчення терміну дії контракту з «Белененсешом». Протягом свого першого сезону він був регулярним стартером, забив свій перший гол 23 листопада, здобувши перемогу 0–2 над коїмбрською Академікою.
30 січня 2012 року став на правах оренди до червня наступного року гравцем «Браги».
14 серпня 2015 року Аморім приєднався до складу катарського клубу «Аль-Вакра» на правах оренди на сезон. 4 квітня 2017 року, після більш ніж року бездіяльності, 32-річний Рубен розірвав контракт з «Бенфікою» та завершив кар'єру.

## Виступи за збірні
Протягом 2005–2008 років залучався до складу молодіжної збірної Португалії. На молодіжному рівні зіграв у 10 офіційних матчах.
2010 року дебютував в офіційних матчах у складі національної збірної Португалії.
У складі збірної був учасником чемпіонату світу 2010 року у ПАР.
Загалом протягом кар'єри у національній команді, яка тривала 5 років, провів у її формі 14 матчів.

## Тренер
Розпочав тренерську кар'єру невдовзі по завершенні кар'єри гравця, 2018 року, очоливши тренерський штаб клубу «Каза Піа», де пропрацював з 2018 по 2019 рік.
2019 року став головним тренером фарм-клубу, а потім і основної команди «Браги», тренував португальський клуб один рік.
Аморім став тренером «Спортінга» 4 березня 2020 року після звільнення Сілаша, підписавши угоду до 30 червня 2023 року з опцією викупу за 20 мільйонів євро. 23 січня 2021 року Аморім виграв другий поспіль фінал Кубка португальської ліги проти свого попереднього клубу; і його, і тренера «Браги» Карлуша Карвальяла відправили на трибуни через суперечки між собою.
4 березня 2021 року Аморім продовжив свій контракт на один рік, цього разу із опцією викупу вже на 30 млн євро. 11 травня, після домашньої перемоги від «Боавішти» з рахунком 1:0, він виграв перший національний чемпіонат для команди за 19 років.
1 листопада 2024 року Аморім став тренером англійського "Манчестер Юнайтед".

## Титули і досягнення

### Гравець
- Чемпіон Португалії (3):

«Бенфіка»: 2009-10, 2013-14, 2014-15
- Володар Кубка Португалії (1):

«Бенфіка»: 2013-14
- Володар Кубка португальської ліги (6):

«Бенфіка»: 2008-09, 2009-10, 2010-11, 2012-13, 2013-14, 2014-15
- Володар Суперкубка Португалії (1):

«Бенфіка»: 2014

### Тренер
- Володар Кубка португальської ліги (3):

«Брага»: 2019-20
«Спортінг»: 2020-21, 2021-22
- Чемпіон Португалії (2):

«Спортінг»: 2020-21, 2023-24
- Володар Суперкубка Португалії (1):

«Спортінг»: 2021
| Дата       | Місто                  | Господарі         | Результат | Гості             | Турнір             | Голи | Примітки |
| ---------- | ---------------------- | ----------------- | --------- | ----------------- | ------------------ | ---- | -------- |
| 15-6-2010  | Порт-Елізабет          | Кот-д'Івуар       | 0 – 0     | Португалія        | ЧС 2010 - 1-й етап | -    | 85'      |
| 11-9-2012  | Брага (Португалія)     | Португалія        | 3 – 0     | Азербайджан       | Відбір до ЧС 2014  | -    | 76'      |
| 16-10-2012 | Порту                  | Португалія        | 1 – 1     | Північна Ірландія | Відбір до ЧС 2014  | -    | 47'      |
| 14-11-2012 | Лібревіль              | Габон             | 2 – 2     | Португалія        | товариський матч   | -    | 85'      |
| 6-2-2013   | Гімарайнш              | Португалія        | 2 – 3     | Еквадор           | товариський матч   | -    | 80'      |
| 7-6-2013   | Лісабон                | Португалія        | 1 – 0     | Росія             | Відбір до ЧС 2014  | -    | 73'      |
| 10-6-2013  | Женева                 | Хорватія          | 0 – 1     | Португалія        | товариський матч   | -    |          |
| 14-8-2013  | Фару                   | Португалія        | 1 – 1     | Нідерланди        | товариський матч   | -    | 84'      |
| 6-9-2013   | Белфаст                | Північна Ірландія | 2 – 4     | Португалія        | Відбір до ЧС 2014  | -    | 90'      |
| 11-9-2013  | Фоксборо (Массачусетс) | Бразилія          | 3 – 1     | Португалія        | товариський матч   | -    | 60'      |
| 31-5-2014  | Oeiras                 | Португалія        | 0 – 0     | Греція            | товариський матч   | -    | 46'      |
| 6-6-2014   | Фоксборо (Массачусетс) | Мексика           | 0 – 1     | Португалія        | товариський матч   | -    | 80'      |
| 10-6-2014  | Іст-Ратерфорд          | Ірландія          | 1 – 5     | Португалія        | товариський матч   | -    | 81'      |
| 26-6-2014  | Бразиліа               | Португалія        | 2 – 1     | Гана              | ЧС 2014 - 1-й етап | -    |          |
| Усього     |                        | Матчів            | 14        |                   | Голів              | 0    |          |